# Les Vieillards de Brighton
Les Vieillards de Brighton est un roman de Gonzague Saint-Bris paru le 30 avril 2002 aux éditions Grasset et ayant reçu le prix Interallié la même année.

## Éditions
- Les Vieillards de Brighton, éditions Grasset, 2002  (ISBN 224663511X).